# Tony Barrera
Marco Antonio Silva de la Barrera (Puerto Ángel, Oaxaca, México, 13 de octubre de 1963 - Ciudad de México, 22 de mayo de 1998) más conocido como Tony Barrera, fue un DJ mexicano popularizado a través del equipo de audio e iluminación Polymarchs.

## Biografía
Desde muy pequeño (7 años) a Tony Barrera le atraía mucho el espectáculo y animado por sus amigos de infancia creó un pequeño teatro de títeres.
Tony Barrera cursaba el segundo año de secundaria en los años 1970 y con tan solo 14 años de edad los profesores notaron la gran habilidad artística que tenía por el baile de tal manera que fue él quien se encargó de la coreografía del festival de clausura del fin de cursos en la Secundaria 106 de Tlatelolco en la cual era estudiante.
La música Discotech estaba de moda en ese tiempo. Tony participó en un programa televisivo de concursos obteniendo el primer lugar en una rutina de baile.
Su pasión por la música hizo que de manera gradual se acercara a las tornamesas de aquel pequeño equipo de luz y sonido mismo que con su ayuda y característico estilo se convertiría en el más famoso de México: Polymarchs. Jaime Ruelas (conocido diseñador gráfico) dejaba las tornamesas de Polymarchs debido a problemas de horario y de esta manera Tony a su corta edad tomó de lleno la responsabilidad musical de este proyecto.
El éxito de Tony en las tornamesas y de Polymarchs en su conjunto fue de alto impacto en el D. F. y zona metropolitana de tal manera que llegaron a algunos de los escenarios más grandes de México abarrotando recintos como el Palacio de los Deportes donde incluso quedaron muchas personas fuera en el año de 1986. La Sala de Armas reportó en alguna ocasión destrucción total de entradas y portones. Otros sitios donde se presentó fueron el Toreo de Cuatro Caminos, Hotel de México, Centro de Convenciones Acapulco, Ex-Balneario Olímpico, Los Ángeles California, Chicago y Nueva York aunque estas presentaciones en el exterior no están del todo documentadas.
La extinta disquera Musart buscó a Polymarchs para lanzar una serie de discos de los cuales el primero fue grabado en 1984, Polymarchs Vol. 1 donde aparecían al reverso Mary, Tony, Luis y Poly quienes eran los líderes del exitoso proyecto de luz y sonido.
Algunos de estos mezclados editados por Musart no fueron hechos por Tony Barrera.
Trabajó de cerca y compartió el escenario de Polymarchs con artistas de talla internacional tales como Sylvester, Gloria Gaynor, Boys Town Gang, Tapps, Frank Loverde, Stop, Gillette, Click y Caló entre otros.
Tony Barrera tuvo además en su haber música de su autoría: Duri duri con el grupo Click (coproducida con el canadiense 
Allan Coelho) y del cual existen ediciones europeas y una versión remezclada por los célebres Mauro Farina y Giuliano Crivellente, “Me excitas”, “La oscuridad”, “Rap de Polymarchs”, “Te necesito baby” y otros más.
En su faceta como coreógrafo participó con algunos artistas internacionales dentro del marco del Festival Acapulco y también en los festivales de la estación de radio Alfa Radio 91.3 en el Palacio de los Deportes.

### Homenajes
Se han llevado a cabo varios homenajes en torno a Tony Barrera. Uno de ellos fue en el salón FBI de Ciudad Neza, Edo. de México el 25 de mayo de 2008 (en su 10.º Aniversario Luctuoso) en el marco de la 2.ª sesión Energy People de Chelino Torres.
Uno de los más importantes es el ocurrido el 18 de mayo de 2003 en La Casa Popular México D. F. En este homenaje se contó con la participación de Grupo Tapps además de que se entregaron reconocimientos a los sonidos que fueron pioneros del Hi-NRG. De este evento se grabó un disco compacto doble y en enero de 2010 salió al mercado además en formato DVD bajo el nombre de Polymarchs Live.

### Muerte
El 26 de mayo de 1998 y de acuerdo a lo citado por algunos diarios de la ciudad, fue asaltado y asesinado por estrangulación con indicios de violencia física y sexual, encontrado semidesnudo en su departamento en la colonia CTM Culhuacán. El asesinato nunca fue esclarecido aunque la prensa indicó que fue debido a motivos pasionales según lo que cuentan.